# Better Off Dead
| Оценки критиков | Оценки критиков |
| Источник        | Оценка          |
| --------------- | --------------- |
| Allmusic        | [ 1 ]           |
| Rock Hard       | [ 2 ]           |
| Metal Hammer    | [ 3 ]           |
| Metal Storm     | [ 4 ]           |
| Powermetal.de   | [ 5 ]           |

Better Off Dead (с англ. — «Лучше быть мёртвым») — четвёртый полноформатный студийный альбом трэш-метал группы Sodom, выпущенный 1 октября 1990 года лейблом Steamhammer. Альбом получил противоречивые оценки критиков, с одной стороны отметивших традиционно мастерское владение инструментами со стороны музыкантов, а с другой негативно воспринявших эксперименты в звучании. Так, в рецензии Allmusic особой критике были подвергнуты композиции «Turn Your Head Around» и «Resurrection», отступающих, по мнению обозревателя в сторону поп-рока. При этом, издание Rock Hard напротив назвало разнообразие музыкального материала одним из основных достоинств альбома.
В 2010 году альбом был переиздан.

## Список композиций
Вся музыка написана Кристианом «Witchhunter» Дудеком, Михаэлем «Micha» Хоффманом и Томасом «Angelripper» Зухом.
| №                   | Название                                | Перевод названия       | Длительность |
| ------------------- | --------------------------------------- | ---------------------- | ------------ |
| 1.                  | «An Eye For An Eye»                     | «Око за око»           | 4:25         |
| 2.                  | «Shellfire Defense»                     | «Артиллерийский огонь» | 4:23         |
| 3.                  | «The Saw Is The Law»                    | «Пила — это закон»     | 4:11         |
| 4.                  | «Turn Your Head Around» (кавер на Tank) | «Свернуть тебе шею»    | 3:23         |
| 5.                  | «Capture The Flag»                      | «Захват высоты»        | 6:08         |
| 6.                  | «Cold Sweat» (кавер на Thin Lizzy)      | «Холодный пот»         | 3:10         |
| 7.                  | «Bloodtrails»                           | «Кровавые пути»        | 4:45         |
| 8.                  | «Never Healing Wound»                   | «Незаживающая рана»    | 2:26         |
| 9.                  | «Better Off Dead»                       | «Лучше быть мёртвым»   | 3:44         |
| 10.                 | «Resurrection»                          | «Воскрешение»          | 4:50         |
| 11.                 | «Tarred And Feathered»                  | «В дёгте и перьях»     | 3:02         |
| 12.                 | «Stalinorgel»                           | «Сталинский орган»     | 4:41         |
| Общая длительность: | Общая длительность:                     | Общая длительность:    | 49:12        |

## Участники записи
Sodom
- Томас Зух — вокал, бас-гитара
- Михаэль Хофман — гитара
- Кристиан Дудек — ударные

Производство
- Андерс Маршалл — художественное оформление
- Харрис Джонс — продюсирование